# Devil May Cry (jeu vidéo)
 (mai 2017).
Si vous disposez d'ouvrages ou d'articles de référence ou si vous connaissez des sites web de qualité traitant du thème abordé ici, merci de compléter l'article en donnant les références utiles à sa vérifiabilité et en les liant à la section « Notes et références ».
Devil May Cry (デビルメイクライ, , litt. « Le diable peut pleurer ») est un jeu vidéo d'action développé par Capcom Production Studio 4 et édité par Capcom en 2001 sur PlayStation 2. Il a connu un succès critique et commercial et fut suivi de quatre autres épisodes. Une adaptation en anime par le Studio Madhouse a également vu le jour en 2007.

## Synopsis
Dante est un chasseur de démons qui gère sa petite entreprise, le Devil May Cry. Il se définit comme un détective privé qui ne s'occupe que d'affaires très spéciales, mais il est plutôt vu par ses pairs comme un homme à tout faire qui accepte n'importe quel sale boulot. Il est le fils du légendaire chevalier sombre Sparda, un démon qui a sauvé l'humanité il y a deux millénaires de cela en se retournant contre les siens.
Une jeune femme nommée Trish contacte Dante pour lui demander son aide afin de détruire le monde inférieur, l'Underworld. Par la même occasion, ceci permettrait de sauver une nouvelle fois l'humanité, car un grand danger court : Mundus, l'empereur du mal autrefois vaincu et emprisonné par Sparda, s'est libéré et est parvenu à créer une brèche entre le monde inférieur et celui des humains sur l'île Mallet.
Dante, accompagné de Trish, se rend donc sur l'île et commence à se battre contre d'innombrables démons et finit par découvrir que l'un d'entre eux, Nelo Angelo, qui s'avère être le seul capable de le défier, n'est autre que son frère jumeau Vergil, perverti et réduit en esclavage par Mundus. Dante le coeur lourd se résout alors à tuer son frère pour le libérer de ses tourments.
Dante se rend dans l'Underworld et se fait trahir par Trish, qui a été créée par Mundus pour le duper et le tuer, mais Dante la sauve malgré tout éveillant son humanité.
Arrivé devant Mundus, Dante est sur le point de se faire tuer mais est sauvé par Trish d'extrême justesse. Il parvient alors à accéder au pouvoir de Sparda contenus dans son épée et, aidé de Trish, renvoie Mundus en enfer avant de faire exploser l'île Mallet.
Revenus au Devil May Cry, les deux associés renomment l'entreprise Devil Never Cry et repartent à la chasse aux démons.

## Système de jeu
Le joueur dirige Dante, un chasseur de Démon (esprit).
Pour ce faire, il dispose au début du jeu d'une énorme épée nommée Force Edge, de deux pistolets nommés Ebony & Ivory ; par la suite il acquiert une épée de foudre, Alastor, puis des gantelets de flammes, Ifrit, et finalement l'épée qui porte le nom de son père, Sparda, qui se trouve être la version transformée de Force Edge. Alastor et Ifrit acquièrent de nouvelles techniques en récoltant le sang des démons tués, qui fait office de "monnaie" pour les Statues du Temps (sortes de magasins que l'on rencontre dans les niveaux et à la fin des stages).
Dante dispose aussi d'armes à feu, mais elles ne contribuent pas au Style et ne gagnent jamais en puissance. Elles servent davantage à amorcer ou achever les ennemis inaccessibles, ainsi qu'à battre les ennemis volants. Outre les deux pistolets à la cadence de tir soutenue, on trouve également un fusil bricolé qui repousse les ennemis ainsi qu'un lance-grenades qui touche plusieurs ennemis rapprochés et plus encore. Pour les passages sous-marins du jeu, Dante dispose uniquement d'un lance-harpons.
En cas de besoin, Dante peut se changer temporairement en démon avec Alastor ou Ifrit et ainsi doubler ses pouvoirs de frappe et de déplacements et aussi récupérer de la vie. Pour pouvoir se transformer, Dante doit frapper des ennemis ou se moquer de ces derniers.
Se contenter de frapper un ennemi simplement avec le combo de base ne rapporte pas beaucoup de sphères rouges, mais utiliser toutes les techniques disponibles ainsi que les armes à feu à bon escient tout en évitant les attaques ennemies et sans temps mort permet d'obtenir beaucoup de ces sphères rapidement et donc d'acheter de nouvelles techniques toujours plus efficaces. En effet, si ces conditions sont réunies, un petit message apparaîtra pour définir la performance du joueur, partant de Dull (bof) pour finir à SSStylish (Stylé !). Chaque affrontement, même le plus minime, devient alors une occasion d'atteindre et de rester au plus haut rang de style, le Stylish.
Au cours du jeu, Dante va être confronté à plusieurs adversaires majeurs ; il devra les affronter chacun à plusieurs reprises. Toutefois, il ne s'agit pas de boss au sens classique du terme dans la mesure où Dante ne les rencontre pas nécessairement en fin de mission, ni systématiquement à chaque mission. Le jeu peut être divisé en 3 (ou 4 si l'on compte les enfers) parties auxquelles correspond un boss qui y est récurrent. Seule exception : Nelo Angelo qui apparaît une fois dans chaque partie.
Il subsiste aussi un esprit plates-formes, puisque les niveaux sont vastes et les occasions d'affiner ses sauts ainsi que ses pointes de vitesse ne manquent pas. De plus, vous obtiendrez fréquemment des objets hétéroclites à utiliser à des endroits précis, comme une clé pour ouvrir une porte, afin d'accéder à de nouveaux niveaux.
Le jeu reste néanmoins d'une difficulté supérieure à la moyenne et les Game Over sont récurrents lors des premières parties, même en mode normal (et surtout lors des confrontations contre les boss).  Les débutants peuvent se rabattre sur le mode facile caché, bien plus accessible, mais toujours assez serré. Quant aux experts, ils peuvent tenter le mode Dante must Die (Dante doit mourir), qui est bien plus difficile qu'il n'en a l'air. En effet, si le joueur ne gère pas assez bien ses power up et ses tactiques de combats, n'importe quel boss deviendra quasiment imbattable, sans compter que certains endroits normalement sécurisés se retrouvent infestés des créatures les plus dangereuses (Shadow, Frost etc) et qu'il ne sera parfois accordé qu'un temps limité pour les vaincre avant que ces dernières ne deviennent provisoirement invulnérables.

## Développement

### Origines
Devil May Cry était à la base développé pour être le 4e épisode de la série Resident Evil. La maquette ayant été refusée pour la licence Resident Evil, son développement poursuivit son chemin indépendamment et fut rebaptisé.
Ce jeu s'inspire très largement et très librement de la Divine Comédie, et plus particulièrement de l'Enfer de Dante Alighieri. En effet, au-delà de la similitude des noms Dante, Vergil (Virgile), Trish qui rappelle Béatrice, etc. l'aspect ainsi que la variation des lieux est incontestable. De même que les noms des armes et des ennemis qui ont presque tous un rapport avec une mythologie.

### Équipe de développement
- Directeur : Hideki Kamiya
- Producteur exécutif : Shinji Mikami
- Producteur : Hiroyuki Kobayashi

## Accueil
Devil May Cry a reçu la note de 7,5 sur 10 par la communauté de SensCritique.

## Postérité
- Le jeu connaît plusieurs suites :
  - Devil May Cry 2, sorti en 2003 ;
  - Devil May Cry 3 : L'Éveil de Dante, sorti en 2005 ;
  - Devil May Cry 4, sorti en 2008 ;
  - DmC: Devil May Cry, sorti le 15 janvier 2013.
  - Devil May Cry 5, sorti le 8 mars 2019

- Le héros du jeu, Dante, apparaît dans le jeu Viewtiful Joe dans sa version PlayStation 2, ainsi que dans Viewtiful Joe: Red Hot Rumble sur PSP.
- Le héros du jeu, Dante, est présent dans le jeu Shin Megami Tensei: Lucifer's Call et est un personnage jouable dans Marvel vs. Capcom 3: Fate of Two Worlds.
- Un personnage présent dans tous les Viewtiful Joe se nomme Alastor, comme l'épée électrique de Dante. Lorsque Alastor utilise des épées pour combattre Joe, il utilise alors la Alastor de Devil May Cry.
- Une collection en haute-définition de Devil May Cry incluant les épisodes 1, 2 et 3 de la série est sortie le 29 mars 2012 en Amérique du Nord sur PC, PlayStation 3 et Xbox 360, puis plus tard sur PlayStation 4 et Xbox One.
- Le premier opus est ensuite sorti sur Nintendo Switch en 2018.